# 7262 Sofue
7262 Sofue è un asteroide della fascia principale. Scoperto nel 1995, presenta un'orbita caratterizzata da un semiasse maggiore pari a 2,2715643 UA e da un'eccentricità di 0,2616427, inclinata di 10,21787° rispetto all'eclittica.